# Tococa liesneri
Tococa liesneri är en tvåhjärtbladig växtart som beskrevs av John Julius Wurdack. Tococa liesneri ingår i släktet Tococa och familjen Melastomataceae. Inga underarter finns listade i Catalogue of Life.